# ジュリア・クジュス
ジュリア・クジュス（Júlia Kudiess、2003年1月2日 - ）はブラジルの女子バレーボール選手。ポジションはミドルブロッカー。ブラジル代表。

## 来歴

### クラブチーム
ブラジリア出身。2019年、ジェルダウ・ミナスへ入団しバレーボール選手としてのキャリアをスタートさせる。2020/21シーズンのブラジル・スーパーリーガ、ブラジルカップで優勝した。2021年の世界クラブ選手権に出場し4位となった。2021/22シーズンのリーグでは連覇を果たした。2022/23シーズンはブラジルリーグ準優勝、世界クラブ選手権で4位となった。

### 代表チーム
アンダーカテゴリーの代表として2019年、U-18世界選手権に出場し銅メダルを獲得した。2022年、シニアのブラジル代表に初選出された。同年のネーションズリーグファイナルではスタメン起用され、銀メダルを獲得した。同年9-10月の世界選手権に出場し銀メダルを獲得した。

## 球歴
- 世界選手権 - 2022年
- ネーションズリーグ - 2022年

## 所属クラブ
- ジェルダウ・ミナス（2019-）